# 黒社会
黒社会（くろしゃかい、繁体字: 黑社會、ヘイシャーホェイ）は、中国語圏において、種々の犯罪組織（ギャング、マフィア）を総括して指すときの言葉、あるいは犯罪組織や地下経済および、それらにより形成される社会を表す言葉である。
本項では、蛇頭や三合会といった中国語圏発祥の犯罪組織（中国マフィア、チャイニーズマフィア）についても説明する。

## 単語としての「黒社会」
英語で言うところの Underworld（の一義）、日本語で言うところの裏社会や闇社会と同義であると言える。黒幇（黑幫）、黒道（黑道）などとされることもある。「江湖」も黒社会と同じような意味で使用されることがある。

### 中国語上の「黒社会」
たとえば中國的黑社會（中国の黒社会）、台灣的黑社會（台湾の黒社会）、美國的黑社會（米国の黒社会）、日本的黑社會（日本の黒社会）、などというように、地域によらない普遍性を持つ言葉として、まさに日本語上の「裏社会」と同じ意をもって用いられている言葉である。

### 日本語上の「黒社会」
日本語においても用いられる言葉であるが、これは中国語における「黑社會」をそのまま輸入したものであると考えられ、既に同様の意味を持つ「裏社会」という言葉が存在することから、特に文学や娯楽の分野において「中国語圏の裏社会」を固有に表す言葉として用いられる場合がほとんどである。

## 犯罪活動・資金源
麻薬密売、武器密売、賭博、売春、密航、人身売買、高利貸し、みかじめ料徴収、詐欺、恐喝、強盗、誘拐、嘱託殺人、マネーロンダリング、ハッキング等、その犯罪活動・資金源は多岐にわたる。

## 中国語圏の「黒社会」
中国語圏の裏社会を構成する組織は、そのルーツに清朝の打倒を目的として結成された反清復明の秘密結社を持つものが存在する。それらは国共内戦などにも深くかかわったが、徐々に犯罪組織へ変質したものもあったと説明されている。これらの組織の多くは、秘密結社の位階、儀式、暗号、掟（規則）などを取り入れているという。

### 香港
三合会を筆頭として、その構成組織である14K、新義安、また和勝和など、幾種の犯罪組織が割拠しており、しばしば（中国語圏における）黒社会の首都とも呼ばれてきた。香港返還で中国本土と同様の取締まり強化や中国の刑法の厳格な死刑適用の可能性が返還前は取り沙汰されていたが、1993年に当時の中華人民共和国公安部部長だった陶駟駒は「黒社会にも愛国者はいる」（黑社會有愛國的）と述べて黒社会を容認する方針を打ち出した。中華人民共和国の最高指導者であった鄧小平も「黒社会も真っ黒ではない、愛国者も多い」（黑社會並不都黑，愛國的還是很多）と発言していたとされる。これにより返還後も三合会を筆頭とする黒社会は香港政府および香港警察と共存を続けてさらに中国本土とも結びつきを強めて香港当局や親中派に雇われて2014年香港反政府デモや2019年逃亡犯条例改正案をめぐる抗議デモなどで暴力を振るっていると民主派から批判されている。

### 台湾
竹聯幇、四海幇、天道盟などが有名である。

### 福建
日本でも知名度の高い蛇頭をはじめ、斧頭、清竜会、少林、羅漢などといった数多くの犯罪組織が存在している。

### 上海
青幇・紅幇などが知られている。

## 欧米における「黒社会」
上述の犯罪組織は中国語圏にとどまらず世界各地に進出しており、特に華僑が多く住むアメリカやカナダ、イギリスやオーストラリアといった欧米での活動が著しい。一部組織は現地華人社会のストリートギャングとも連携しているとされている。
近年は豊富な資金力を背景に、現地の政治や経済にも影響力を及ぼしつつある。2014年3月にはカリフォルニア州議員であるリーランド・イーが、チャイナタウンのマフィアらと共謀し銃器密売や恐喝、贈賄を行なったとして連邦捜査局に逮捕された。

## 日本における「黒社会」
読売新聞によると、東京の新宿・歌舞伎町が最大の拠点とされ、かねてより複数の組織が存在し、縄張りや利権をめぐって抗争事件を引き起こしている。警視庁は集中捜査と取り締まりの強化を進めているが、歌舞伎町から構成員が他の都市へ分散する傾向もあるという。また、黒社会の関与をうかがわせる事件は、以前より大阪のミナミでも発生しているという。
また、確たる組織は持たない蛇頭にも、黒社会の構成員や日本の暴力団が関与することがあるとされる。
正規の送金でかかる15％の税金を逃れるための不正送金にも黒社会が関与しているとされる。警察庁によると1992年から2001年までに摘発された不正送金（地下銀行）グループによる中国への不正送金は11件、総額1200億円である。また、2008年に不正送金グループが45口座を日本の金融機関に所有し、5年間に24億円を不正送金していた事件が摘発されている。

## 「黒社会」に関する書籍
- 田雁（鈴木健一 訳）『BLACK CHINA  中国黒社会 規範なき大陸の暗黒年代記』 バジリコ、2004年
- 石田収『中国の黒社会』 講談社、2002年
- 溝口敦『中国「黒社会」の掟  チャイナマフィア』 講談社、2006年
- 富坂聡『潜入 在日中国人の犯罪シンジケート』 文藝春秋、2003年
- 何頻、王兆軍（中川友 訳）『黒社会 中国を揺るがす組織犯罪』 草思社、1997年
- 陳放（椙田雅美、宮崎真紀 訳）『海怒（ハイヌ）　東京黒社会群狼記』（上・下） バジリコ、2004年（フィクション）

## 「黒社会」の登場するフィクション

### 映画
- 『007 ドクター・ノオ』
- 『イヤー・オブ・ザ・ドラゴン』
- 『リプレイスメント・キラー』
- 『リーサル・ウェポン4』
- 『ラッシュアワー』シリーズ
- 『NYPD15分署』
- 『ロミオ・マスト・ダイ』
- 『エレクション』
- 『アドレナリン』
- 『ローグ アサシン』
- 『SAFE/セイフ』

### 漫画
- 『ゴルゴ13』　「殺しの紋章五爪竜（ウーツァオロン）」「チャイナタウン」
- 『ブラックラグーン』
- 『蒼天の拳』
- 『9番目のムサシ』-　黒社会という言葉は使われてはいないが、中国・香港・台湾等の犯罪組織が各シリーズでたびたび主人公「篠塚高/♀」と彼女の所属組織「UB」の、そして彼女と恋人の馴れ初めにも敵として登場する。
- 『ガーリー・エアフォース』
- 『勇午』
- 『拳児』-　主人公・剛拳児の関わる組織「ユニオン」は世界的な黒社会である。さらに戦時中に活躍した青幇、ハッチャットマンなどの解説も出てくる。香港編では裏社会同士の抗争に拳児が巻き込まれる様子も描かれる。

### ゲーム
- 「グランド・セフト・オートシリーズ」
- 『シェンムー』